# WETA Original Rayguns
WETA Original Rayguns é uma subdivisão da WETA Ltd.. É a parte comercial da WETA Collectibles, onde vende-se todos os itens construídos por esta: estatuetas, estátuas, bustos, maquetes, acessórios (réplicas), entre outros. Enfim é a parte virtual da empresa.